# Peter Watson
Peter Watson (23 d'abril de 1943) és un historiador intel·lectual i periodista, conegut per les seves teories sobre la història d'idees.
Va estudiar a les universitats de Durham, Londres i Roma. Watson va ser editor d'ajudant de New Society i durant quatre anys va treballar al The Sunday Times. Va ser corresponsal a Nova York del The Times i ha col·laborat amb The Observer, Punch, The Spectator i The New York Times. La seva feina periodística inclou investigacions sobre cases de subhasta i el mercat internacional d'antiguitats robades, el qual ha resultat en llibres i documentals de televisió.
El juny de 1997, Watson va esdevenir un investigador associal al McDonald Institute for Archaeological Research de Cambridge. Ha publicat tretze llibres, incloent El Geni alemany, publicat per Simon & Schuster el 2010.